# Didi Gutman
Didi Gutman (Buenos Aires, 1968) es un músico tecladista y pianista argentino de música rock, jazz, bossa nova y reggae. Se ha destacado internacionalmente como integrante del grupo Brazilian Girls.

## Biografía
Didi Gutman nació en Buenos Aires. Desde niño estudio piano y teoría musical, mientras se mostraba interesado por la evolución de los sintetizadores. A los 16 años empezó a tocar profesionalmente. En 1987 integra la banda que acompañó a David Lebón en su álbum Nunca te puedo alcanzar y 1989 integró la banda de Luis Alberto Spinetta que grabara Don Lucero. En ese periodo también toco y/o grabó con Luis Salinas, Alejandro Lerner, Celeste Carballo, Miguel Mateos Zas, Ruben Goldín, etc.
Entre finales de los 80 y principios de los 90, formó parte del grupo de glam metal Fiesta Americana, con quien llegó a editar el álbum debut "Fiesta Americana" cuyos mayores éxitos fueron: "Labios rojos" y "Noches que se van". 
En 1992 ganó una beca para estudiar en el Berklee College of Music en Boston. Luego de terminar sus estudios se radicó en Nueva York. En ese período fue director musical de C+C Music Factory en sus giras por Japón, acompañó al vibrafonista de jazz Roy Ayers y a la brasileña Bebel Gilberto como director musical de su banda y productor y coautor de varias canciones de sus discos.
En 2002 ganó un Premio Grammy Latino por su canción «Vacío» interpretado por Bajofondo Tango Club en su álbum homónimo. En esos años Gutman acompañó a artistas como Meshell Ndegeocello, Little Louie Vega, Lauryn Hill, Grace Jones, Baaba Maal, Gustavo Cerati y John Legend y compuso también música para films en The Last Party, Love the Hard Way y Sins of my Father. Esta última le valió una nominación para los reputados premios Emmy.
En 2003 integró el grupo Brazilian Girls, con Sabina Sciubba (voz), Aaron Johnston (percusión),y Jesse Murphy (bajo). Comenzaron tocando en el club Nublu. de Nueva York alcanzando un éxito internacional, grabando tres álbumes: Brazilian Girls (Verve Records, 2005), Talk to La Bomb (Verve Records, 2006)y New York City (Verve Records, 2008), este último nominado a los Premios Grammy. Gutman ha definido el estilo de la banda como “melting pop”.
En el año 2014, Gutman colaboró con COPILOT Music and Sound en una portada de Carlinhos Brown "María Caipirnha ( Samba da Bahia)". La disposición representada la instrumentación musical y estilos de Argentina para Visa de "Samba del Mundo", una campaña digital para la Copa Mundial de la FIFA 2014 .
Como productor musical Didi Gutman ha trabajado con El General, Alejandra Guzmán, Paulina Rubio, Thalia, Leonardo de Lozanne, Siddharta, Coti, Najwa Nimri, Poncho Kingz, La Lupita, Porter, Nathy Peluso etc..
Gutman además actúa como DJ, compone para películas, tiene un proyecto solista con el nombre MASA, este último en colaboración con Hector Castillo, y una superbanda latina llamada Meteoros con Julieta Venegas, Ale Sergi, y Cachorro López, formada a fines de 2015.